# Henry DeWolf Smyth
Henry DeWolf Smyth (Clinton (Nova Iorque), 1 de maio de 1898 — Princeton, 1 de setembro de 1986) foi um físico e diplomata estadunidense. 
Ele desempenhou diversos papéis fundamentais no desenvolvimento inicial da energia nuclear, atuando como participante do Projeto Manhattan, membro da Comissão de Energia Atômica dos Estados Unidos (AEC) e embaixador dos Estados Unidos na Agência Internacional de Energia Atômica (IAEA).